# Blommersia wittei
Blommersia wittei is een kikker uit de familie gouden kikkers (Mantellidae). De soort werd voor het eerst wetenschappelijk beschreven door 1974 in Jean Marius René Guibé. De soort behoort tot het geslacht Blommersia. De soortaanduiding wittei is een eerbetoon aan Gaston-François de Witte.

## Leefgebied
De kikker is endemisch in Madagaskar. De soort komt voor in het noorden van het eiland en leeft op een hoogte van tot de 800 meter.

## Beschrijving
Mannetjes hebben een lengte van 22 tot 25 millimeter en vrouwtjes hebben en lengte van 23 tot 26 millimeter. De rug is bruin met donkerbruine vlekken.

## Synoniemen
- Mantidactylus wittei Guibé, 1974